# Politique étrangère de Bahreïn

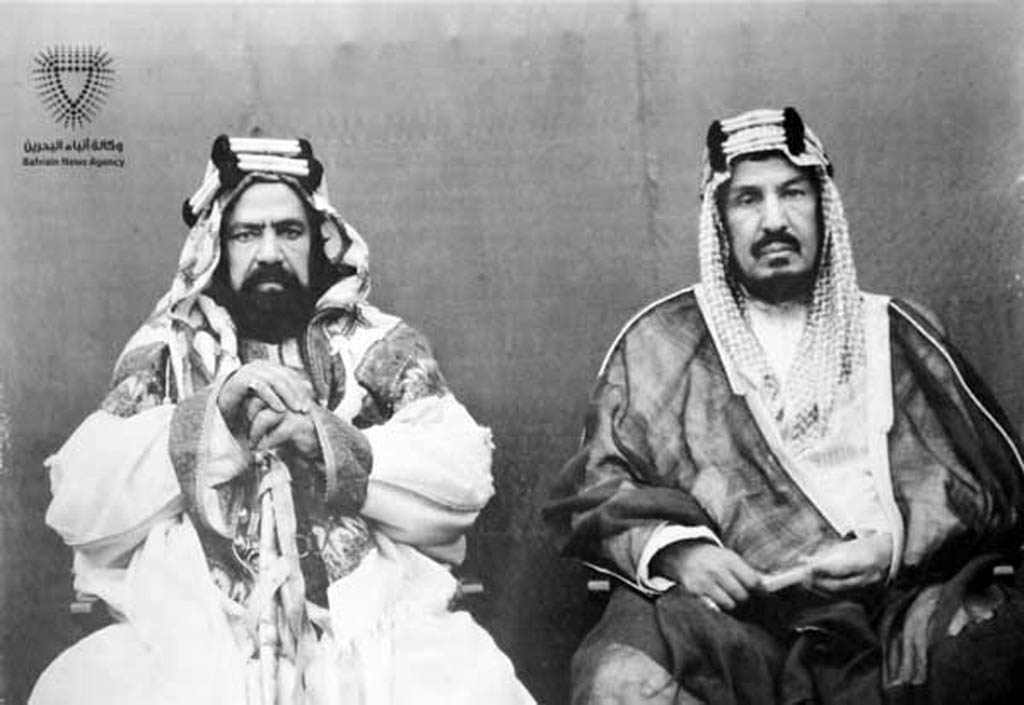
Le roi de Bahreïn Salman bin Hamad Al-Khalifa (à gauche) avec le roi saoudien Abdulaziz bin Saud (à droite).

La politique étrangère de Bahreïn désigne l'ensemble des relations diplomatiques du Royaume de Bahreïn depuis son indépendance du Royaume-Uni obtenue le 14 août 1971.
Bahreïn est membre des Nations unies, de la Ligue arabe, de l'Organisation de la coopération islamique, du Conseil de coopération du Golfe, et de l’Organisation des pays exportateurs de pétrole.
L’État du Golfe est régulièrement la cible de condamnations internationales sur les droits de l'homme, mais le royaume s'y est toujours montré indifférent.

## Relations avec les pays du Moyen-Orient

### Relations avec la péninsule arabique

#### Relaterions avec l'Arabie saoudite
Bahreïn participe à la coalition militaire sous le lead de l'Arabie saoudite, qui intervient dans la guerre du Yémen à partir de 2015.

#### Relaterions avec Oman
Oman et les Bahreïn sont membres du Conseil de coopération du Golfe, mais les deux États ont peu de relations bilatérales, et leurs interactions se limitent à des échanges de populations expatriées. 

### Relations avec le reste du Moyen-Orient

#### Relations avec l'Iran
Les relations entre l'Iran et Bahreïn ont des relations conflictuelles, l'Iran considérant Bahrein, dont la majorité de la population est chiite, comme appartenant naturellement à sa zone d'influence. En 2009, un haut responsable iranien est accusé d’avoir déclaré que Bahrein est la « quatorzième province iranienne ». En 2016, Bahreïn rompt ses relations avec l'Iran, suivant l'Arabie saoudite à la suite de l'attaque de l'ambassade saoudienne à Téhéran et du consulat à Machhad par des manifestants protestant contre l'exécution par Ryad du religieux chiite de l'opposition saoudienne Nimr Baqr al-Nimr.
En 2020, l'Iran accuse Bahreïn d'être complice des crimes d'Israël après son accord de normalisation avec l'État hébreu.
En mai 2024, chef de la diplomatie bahreïnie, Abdoullatif ben Rachid Al Zayani se rend en Iran en mai pour les funérailles du président Ebrahim Raïssi et du ministre des Affaires étrangères Hossein Amir-Abdollahian, décédés dans un accident d'hélicoptère. Le mois suivant, l'Iran et Bahreïn entament des négociations sur la manière de rétablir leurs relations diplomatiques rompues depuis huit ans.

#### Relations avec la Jordanie
En mars 2017 un accord est signé entre les forces armées jordaniennes et bahreïnie, lors duquel le général jordanien Mahmoud Abdelhalim Farihat rappelle le rôle essentiel joué par l’armée jordanienne dans la création, l'équipement et l'entrainement des forces de défense bahreïnies.

#### Relations avec le Liban
En 2021, Bahreïn rappelle son ambassadeur du Liban comme mesure de rétorsion après des propos d'un ministre libanais critiquant l'intervention de l'Arabie saoudite dans la guerre au Yémen, à la tête d'une coalition dont fait partie Bahreïn. Le Liban, pays multiconfessionnel contraint d'adopter une position équilibriste entre pays sunnites et chiites du Moyen-Orient, voit cette pression se relâcher lorsque l'Arabie saoudite et l'Iran normalisent leurs relations diplomatiques en mars 2023. Deux mois plus tard, Bahreïn rétablit son ambassadeur au Liban.

#### Relations avec la Syrie
Au lendemain de la réouverture de l’ambassade des Émirats arabes unis à Damas en 2018, Bahreïn déclare  que les activités de sa mission diplomatique à Damas s’étaient poursuivies sans interruption, sans préciser si cela était le cas depuis 2011.

#### Relations avec le Qatar
Bahreïn et le Qatar ont une frontière maritime commune, qui pourrait être enjambée dans le futur par le pont de l'Amitié Qatar-Bahreïn en projet, qui serait s'il était construit, le plus long pont du monde. 
En 2017, à l'instar des autres pays de l'Arabie saoudite et des Émirats arabes unis, Bahreïn rompt ses relations diplomatiques avec le Qatar lors de la crise du Golfe. Celles-ci sont rétablies en avril 2023.

#### Relations avec Israël
À la différence d'autres pays dans la région, Bahreïn n'a pas participé aux conflits armés entre les pays arabes et Israël.
En mai 2018, Manama reconnait de façon implicite le l’État hébreu en soulignant le « droit d’Israël de se défendre », après des frappes israéliennes contre des positions iraniennes en Syrie. La forte hostilité qu'Israël et Bahreïn partagent envers l'Iran et la Turquie en fait des alliés objectifs.
Le 11 septembre 2020, le Premier ministre israélien Benjamin Netanyahou a annonce un accord de normalisation des relations entre Israël et Bahreïn, un mois après un accord similaire avec les Emirats arabes unis.
Cette décision est confirmée par le Premier ministre de Bahreïn Khalifa ben Salmane Al Khalifa qui déclare que cet accord contribuera à "la sécurité, la stabilité et la prospérité" de la région.
L'accord de normalisation entre Israël d'une part, les Emirats arabes unis et Bahreïn d'autre part est formellement signé à la Maison blanche le 15 septembre 2020.
Le 18 octobre 2020, Bahreïn et Israël établissent officiellement leurs relations diplomatiques lors d'une cérémonie à Manama. Un mois plus tard, le ministre des Affaires étrangères du Bahreïn, Abdullatif el-Zayan, se rend à Jérusalem et rencontre Benjamin Netanyahou; ainsi que son homologue américain Mike Pompeo.
Le 30 septembre 2021, le ministre israélien des Affaires étrangères Yaïr Lapid se rend à Bahreïn pour y inaugurer la première ambassade israélienne, un an après la signature de l'accord de normalisation. Quelques heures après son arrivée dans la capitale Manama, un Airbus A320 de la compagnie nationale Gulf Air atterri à Tel-Aviv en provenance de Bahreïn, inaugurant la toute première liaison aérienne commerciale entre les deux pays.
En février 2022, Israël a signé un accord de défense avec Bahreïn tandis que Naftali Bennett devient le premier chef de gouvernement israélien à effectuer une visite dans ce pays. Le 4 décembre 2022, le président israélien Isaac Herzog se rend à Bahreïn, marquant la première visite d'un chef d'État israélien dans ce royaume, et rencontre le ministre bahreïni des Affaires étrangères, Abdellatif al-Zayani. Le 4 septembre 2023, Eli Cohen se rend à Manama, où il rencontre son homologue bahreïni Abdellatif al-Zayani. Tous deux s'accordent sur leur souhait d'augmenter leurs échanges commerciaux bilatéraux et les vols entre leurs deux pays.
Le mois suivant, tandis que la reprise de la guerre à Gaza refroidit les relations entre l'État hébreu et plusieurs pays arabes, les ambassadeurs israélien et bahreïnien à Manama et Tel-Aviv sont rappelés par leurs gouvernements respectifs, bien qu'Israël affirme que ses liens avec Bahreïn sont stables.

## Relations avec le reste de l'Asie

### Relations avec l'Asie pacifique

#### Relations avec le Pakistan
EN 2017, une rencontre a lieu entre le chef de la garde nationale Cheikh Mohammed Ben Issa Al-Khalifa et le général Naveed Mukhtar, directeur général du renseignement militaire pakistanais (ISI), en vue de relever le niveau des échanges et de la coordination militaires et de renforcer les expertises militaires.

#### Relations avec la Malaisie
En avril 2017, le roi Hamed ben Issa al-Khalifa se rend en Malaisie, et les deux chefs d'État soulignent la nécessité de développer et renforcer leur coopération en matière de défense et de sécurité en procédant à des échanges d’informations, et évaluation du renseignement. Un protocole d’entente a été signé, prévoyant la formation, l’entraînement et l’échange de soldats, le renforcement des échanges d’informations et de renseignements sur les réseaux terroristes et l’échange d’expertises en matière de lutte contre la radicalisation.

#### Relations avec la Chine
Pendant la pandémie de Covid-19, Bahreïn reçoit des doses de vaccins chinois Sinopharm.

## Relations avec les pays européens et occidentaux

### Relations avec la Grande Bretagne
La Grande-Bretagne est l'ancienne puissance coloniale de la péninsule arabique, dont Bahreïn a pris son indépendance en 1971. Le Royaume-Uni abrite encore une base navale à Bahreïn, et est l'un des principaux fournisseurs d'armes de l'État du Golfe.

### Relations avec les États-Unis
Bahreïn abrite une base militaire américaine, la "Naval Support Activity Bahrain".
En octobre 2017, les autorités du Royaume annoncent la signature d’un contrat de 3,8 milliards de dollars avec l’américain Lockheed Martin pour la livraison de 16 avions de combat F-16. Le Pentagone fait savoir que d’autres contrats suivraient, incluant des patrouilleurs armés de mitrailleuses et 221 missiles antichars fabriqués par Raytheon, ainsi que des opérations de modernisation de la flotte actuelle de F-16 pour un montant de 1,8 milliard de dollars. Ces contrats avec les États-Unis sont emblématiques de l’alliance mise en place par la nouvelle administration américaine (de Donald Trump) avec les pays du Golfe contrairement à l’équipe précédente (de Barack Obama) qui conditionnait cette coopération à une amélioration de la situation des droits et libertés.
En mars 2021, plusieurs organisations de défense des droits humains exhortent jeudi la nouvelle administration américaine de Joe Biden à s'attaquer à la détérioration des droits de l'Homme à Bahreïn, dans le cadre de sa nouvelle politique dans le Golfe.

### Relations avec l'Union européenne

#### Relations avec la France
En mai 2009, le Royaume signe avec la France un accord de coopération dans le nucléaire civil. Les deux pays entretiennent également une coopération militaire, illustrée par la dernière rencontre en octobre 2017, entre l’officier d’état-major Cheikh Khalifa Ben Ahmad Al-Khalifa et le sous-directeur Afrique et Moyen-Orient de la Direction générale de l’armement Stéphane Pichon.

### Relations avec la Russie
En mai 2016, le gouvernement russe mandate son ministre de la défense Sergueï Choïgou pour  proposer un accord de coopération militaire avec Bahreïn, quelques mois après a visite du roi Hamed ben Issa al-Khalifa en Russie.
À cette occasion, le Ministre russe des Affaires étrangères Sergueï Lavrov rappelle la création d’une commission de coopération militaire et technique chargée d’œuvrer dans ce secteur. L’avant-projet de l’accord prévoit la mise en place d’une base de coopération pour favoriser l’échange d’expertises en matière d’opérations de maintien de la paix et de lutte contre le terrorisme, la formation des cadres militaires, l’invitation d’observateurs lors des entraînements et les consultations entre les états-majors des deux pays.

## Relations avec l'Afrique

### Relations avec le Maghreb

#### Relations avec le Maroc
En 2012, Manama signe avec Rabat un accord de coopération militaire renforçant les liens dans ce domaine et élargissant les échanges d’expertises militaire et scientifique.
En novembre 2020, le roi de Bahreïn, Hamad Ben Issa Al Khalifa, annonce l'ouverture d'un consulat à Laâyoune, au Sahara occidental, revenant à  reconnaître la légitimité de la présence marocaine dans ce territoire. Ce consulat est inauguré le mois suivant.

## La diplomatie du sport
À l'instar d'autre monarchies arabes comme le Qatar, et dans une moindre mesure de l'Arabie saoudite et du Maroc, Bahreïn fait du sport un des piliers de sa stratégie politique et diplomatique. Le royaume a ainsi naturalisé plusieurs athlètes étrangers, principalement africains, comme les coureurs marocains Abdul Haq Al-Qurashi et Rachid Ramzi, le footballeur du même pays Faouzi Aaish, la coureuse éthiopienne Maryam Yusuf Jama, et plus récemment la coureuse kényane Ruth Jebet, afin de porter les couleurs de Bahreïn dans les grandes compétitions sportives internationales. Mais Manama a aussi investit dans cette politique pour exercer une pression constante sur son propre tissu sportif et forger sur la piste la gloire de sa dynastie. Mais cela permet aussi au petit royaume d’apparaître comme une consécration pour des jeunes sportifs africains à très haut potentiel, à qui leurs pays d'origine ne peuvent donner les moyens de leurs ambitions. Ainsi entre 2013 et 2016, une quarantaine d’athlètes africains, pour la plupart kényans, ont obtenu la nationalité bahreïnienne.